# Andy White

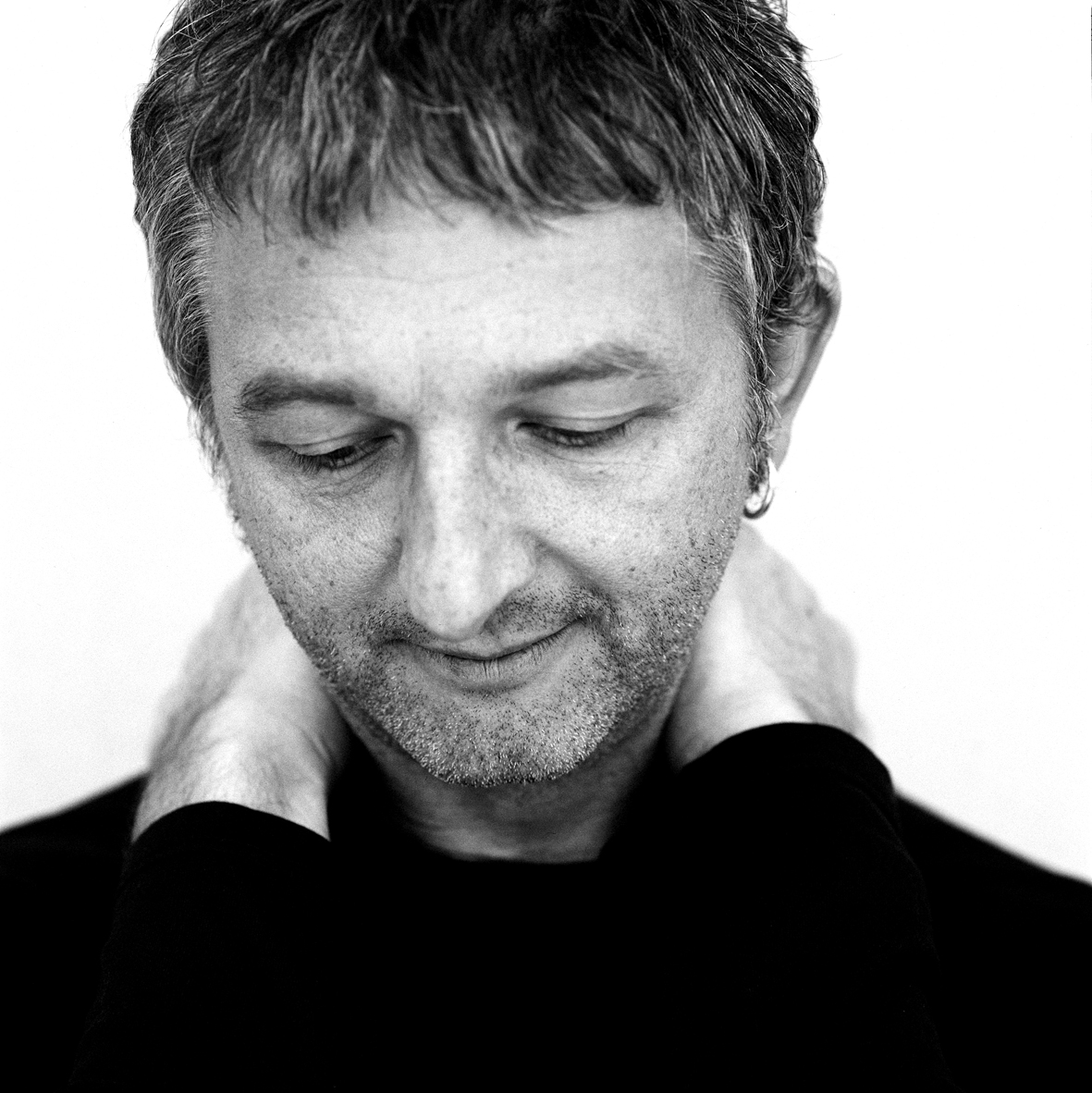
Andy White

Andy White (Belfast, 28 mei 1962), is een Noord-Ierse singer-songwriter die in 1986 bij zijn debuut-cd Rave on Andy White met het nummer Religious Persuasion een hit had in de Ierse indielijsten. Het nummer werd in 1997 opnieuw uitgebracht door Andy White, Sinéad O'Connor en leden van de bands The Frames en Hothouse Flowers ter gelegenheid van het staakt-het-vuren tussen de protestantse paramilitairen en de IRA.

## Carrière
Andy White bouwde door de jaren heen een imposant repertoire op. In 1992 werd hij in Ierland uitgeroepen tot songwriter van het jaar voor zijn album Out There. In 1995 vormde hij samen met Liam O'Maonlai (Hothouse Flowers) en Tim Finn de superfolkgroep ALT. De band nam een album op getiteld Altitude en toerde een jaar lang over de wereld in uitverkochte zalen.
Na deze periode was White zeer actief. Hij nam verschillende albums op en werkte samen met andere singer-songwriters. De samenwerking met de Australische superster Christine Anu in 1999 leverde hem een nummer 1-hit op in Australië. Het nummer Coz I'm Free, geïnspireerd op de Aboriginalatlete Cathy Freeman was een succes tijdens de Olympische Spelen in Sydney. De laatste jaren toerde White de wereld over en was hij regelmatig in Nederland. Hij nam in 2000 een Twee Meter Sessie op voor het programma van Jan Douwe Kroeske. De laatste jaren bracht hij om de drie jaar een album uit. In 2011 ging hij een samenwerkingsverband aan met de uit Canada afkomstige songwriter Stephen Fearing.

## Discografie
- Rave on Andy White (1986)
- Kiss the Big Stone (1988)
- Himself (1990)
- Out There (1992)
- Destination Beautiful (1994)
- Teenage (1996)
- Compilation (1998)
- Rare (1999)
- Speechless (2000)
- Andy White (2000)
- Boy 40 (2003)
- Garageband (2006)
- Songwriter (2009)
- 21st Century Troubadour (2012)
- How Things Are (2014)